# ماثيو روبنسون (لاعب كرة قدم)
ماثيو روبنسون (بالإنجليزية: Matthew Robinson)‏ (22 مارس 1984 بإبسوتش في المملكة المتحدة - ) هو لاعب كرة قدم بريطاني في مركز الوسط. لعب مع إيبسويتش تاون وكامبريدج يونايتد ونادي بورنموث ونادي كامبريدج ستي.

## وصلات خارجية
- ماثيو روبنسون (لاعب كرة قدم) على موقع Soccerbase.com (لاعب) (الإنجليزية)